# Arbeitsgemeinschaft Alpine Wasserkraft

Logo des Vereins

Die Arbeitsgemeinschaft Alpine Wasserkraft (kurz AGAW) ist ein gemeinnütziger Verein, dessen Aufgabe es ist, die Energiegewinnung aus Wasserkraft zu fördern. Die AGAW wurde am 13. Juli 1999 in Landshut gegründet. Als Gründungsmitglieder waren Betreiber von Wasserkraftwerken aus Deutschland, Österreich und der Schweiz beteiligt.
Sie richtet die Veranstaltung Wasserbau in Bewegung mit aus.

## Ziele und Aktivitäten
Der Verein sieht die Wasserkraft nicht ausschließlich im Zusammenhang mit der Gewässerökologie. Vielmehr soll die Wasserkraft als erneuerbare Energie gestärkt werden, um einerseits die Kyōto-Protokoll-Ziele erreichen zu können und um andererseits die Klimapolitik zu fördern.
Weitere Ziele sind die Förderung der gesellschaftspolitischen Akzeptanz von Wasserkraftanlagen, die Entwicklung von nachhaltigen Fördermodellen für die Wasserkraft, das Erreichen einer ausgewogenen Umsetzung der Europäischen Wasserrahmenrichtlinie und die Interessensvertretung der Wasserkraft in Hinblick auf ihre besondere Bedeutung in alpinen Räumen.
Die Vereinsarbeit bezieht sich lediglich auf die Erzeugung von Wasserkraft, nicht jedoch auf den Vertrieb. Daher umfasst diese den Erhalt, die Erneuerung sowie den Neubau von Wasserkraftanlagen.

## Positionen
Unter dem Aspekt der ganzheitlichen Betrachtung und Bewertung der Wasserkraft steht die Organisation insbesondere für verschiedene Standpunkte ein.
Allgemein sind Kosten und Nutzen ökologischer Auflagen gegeneinander abzuwägen und die Restwasservorgaben sind individuell nach einer alle Aspekte umfassenden Kosten/Nutzen-Analyse festzustellen. Die ökologische Durchgängigkeit bei bestehenden Anlagen ist nach tatsächlichem Bedarf und dafür notwendigem wirtschaftlichen Aufwand zu beurteilen.
Der Natur- und Landschaftsschutz darf die Wirtschaftlichkeit von existierenden Anlagen nicht nachträglich gefährden, zudem sind generelle Verlängerung der Bewilligungsdauer entsprechend der Lebensdauer der Anlagen gerichtet.
Der Verein setzt sich für die Abschaffung von en ein und bietet politische Unterstützung des Ausbaus kostengünstiger erschließbarer Potentiale der Wasserkraft an.
Zudem wird darauf geachtet, dass es keine rein ökologische Auslegung der Wasserrahmenrichtlinie (WRRL) ist. Bei der Umsetzung sind auch ökonomische und energiepolitische Ziele zu berücksichtigen. Die Wasserkraft als erneuerbare Energie soll gefördert werden.

## Mitglieder
Die Mitglieder sind:
- Bayerische Elektrizitätswerke GmbH
- BKW FMB Energie AG
- Energie Baden-Württemberg AG
- Energie Dienst Holding AG
- Engadiner Kraftwerke AG
- E.ON Wasserkraft GmbH
- Grenzkraftwerke GmbH
- KWO - Kraftwerke Oberhasli
- KELAG - Kärntner Elektrizitäts-Aktiengesellschaft
- NAG - Neckar AG
- NOK - Nordostschweizerische Kraftwerke AG
- ÖBB-Infrastruktur AG
- Rätia Energie AG
- RWE Innogy GmbH
- SEL AG - Südtiroler Elektrizitätsaktiengesellschaft
- Schluchseewerke AG
- TIWAG - Tiroler Wasserkraft Aktiengesellschaft
- Verbund Österreichische Elektrizitätswirtschafts Aktiengesellschaft
- Verein für Ökologie und Umweltforschung
- Vorarlberger Illwerke Aktiengesellschaft
- Wasserwirtschaftsverband Baden-Württemberg